# 魚住弘樹
魚住 弘樹（うおずみ ひろき、1964年3月13日 - ）は、日本のシンガーソングライターである。

## 人物
- 和歌山県出身で、血液型はB型。魚座、九紫火星、水星人+
- 和歌山を中心に京阪神、下関〜九州、名古屋、東京、米ロスアンジェルスでのライブイベントに参加。
- ボーカル、ギター教室を開講し、15年で約1000名の生徒を指導。
- BORO（2014年）、大澤誉志幸（2015年）をゲストに和歌山シェルターにてワンマンライブを行う。
- 地元和歌山愛を歌で元気にしたいとCD制作を開始した[1]。

## 略歴
- 1979年 - 15歳でバンド活動開始。
- 1981年 - ミュージカル劇団ヤングジェネレーションに所属し、小椋佳 音楽監修の作品で

全国ツアー(大阪、神戸、名古屋、岐阜、東京、金沢、山形、鶴岡、酒田)に参加   約10年舞台を踏む。
翌年から、「流師〜nagashi」として、
ライブハウス、クラブ、ラウンジで
ギターの弾き語りを始める。
と同時に、
ミュージシャンとしてソロライブを定期的に開催。
- 2016年
  - 2月 - 1stシングル「REBIRTH」発売
- 2017年
  - 3月 - 2ndシングル「Refrain」発売
- 2018年 - 3rdシングル「REALITY」発売
- 2019年
  - 5月 - 4thシングル「Change」発売[2]
  - 5月 - 和歌山放送「魚住弘樹と北原美麗のマイヤコンディアスわかやま！」のパーソナリティを務める。
  - １０月 -自身の楽曲 「マイヤコンディアス」が東京の江戸川のプロモーションソングとして採用され、「江戸川令和音頭」としてリリースされた。[3]

## ディスコグラフィ
1stシングル「REBIRTH」
- 2016年2月発売
  1. Broken my heart（作詞・作曲：魚住弘樹　編曲：青木庸和）
  2. ぬくもりを伝えたくて（作詞・作曲：魚住弘樹　編曲：青木庸和）
  3. どんなに君を・・・（作詞・作曲：魚住弘樹　編曲：青木庸和）

2ndシングル「Refrain」
- 2017年3月発売
  1. 夜の色（作詞：魚住弘樹/K.INOJO　作曲：魚住弘樹　編曲：青木庸和）
  2. Thousand Nights（サウザンド ナイツ）（作詞：魚住弘樹/K.INOJO　作曲：魚住弘樹　編曲：青木庸和）
  3. 疵 -Kizu-（作詞：魚住弘樹/K.INOJO　作曲：魚住弘樹　編曲：青木庸和）

3rdシングル「REALITY」
- 2018年発売
  1. マイヤコンディアス
  2. あなたにお前呼ばわりされる覚えはないわ
  3. 昔の女をいちいち悦ばすほどヒマじゃねぇ
  4. マイヤコンディアス（和歌山 ver.）
  5. マイヤコンディアス（Remix ver.）
  6. マイヤコンディアス（Karaoke）

※作詞：魚住弘樹/K.INOJO　作曲：魚住弘樹　編曲：青木庸和
4thシングル「Change」
- 2019年5月発売
  1. アモーレパローレ（作詞：K.INOJO　作曲：魚住弘樹　編曲：青木庸和）
  2. Change（作詞：K.INOJO　作曲：魚住弘樹　編曲：青木庸和）
  3. マイヤコンディアス（EDM ver.）（作詞：魚住弘樹/K.INOJO　作曲：魚住弘樹　編曲：青木庸和）
  4. アモーレパローレ（Karaoke）